# ОЗМ-4
ОЗМ-4 — протипіхотна вистрибуюча осколкова міна кругового ураження.
Розроблена в СРСР. Своє походження веде від німецької вистрибуючої міни SMI-44 часів другої світової війни. При спрацьовуванні підривача вогонь полум'я запалює пороховий сповільнювач, який по центральній запальній трубці підпалює викидний заряд, що складається з шашки пороха. Останній викидає на висоту близько 0.4-1.4 м бойовий снаряд міни. Спрацювання міни після підстрибування відбувається під впливом натягнутого троса, один кінець якого закріплений на днище міни, а другий за внутрішній детонатор. Якщо міна не злетіла на потрібну висоту, то вибуху не відбувається зовсім. Ураження завдають осколки корпуса міни. Міна вибухала на висоті 0,4-1,4 м і вражала осколками навіть бійців, що лежали на землі.
Нині міну ОЗМ-4 не виробляють.

## ТТХ
| Характеристика                      | Значення      |
| ----------------------------------- | ------------- |
| Корпус                              | чавун         |
| Маса                                | 5,4 кг        |
| Маса вибухової речовини (тротил)    | 170 гр        |
| Діаметр                             | 9 см          |
| Висота корпусу                      | 17 см         |
| Довжина датчика цілі (в один бік)   | 13 м          |
| Сила тиску                          | 1-17 кг       |
| Радіус суцільного ураження          | 13 м          |
| Температурний діапазон застосування | -60°C — +60°C |